# كورتني فريريتش
كورتني فريريتش (مواليد 18 يناير 1993) هي لاعبة ركض مسافات متوسطة أمريكية، فازت بالميدالية الفضية في سباق 3000 متر قفز حواجز.